# Journal of Cancer Research and Therapeutics
Das Journal of Cancer Research and Therapeutics, abgekürzt J. Cancer Res. Ther. ist eine wissenschaftliche Fachzeitschrift, die vom Medknow-Verlag im Auftrag der Association of Radiation Oncologists of India veröffentlicht wird. Die Zeitschrift erscheint mit vier Ausgaben im Jahr, der online-Zugang ist frei zugänglich. Es werden Arbeiten zum Thema der medizinischen Onkologie veröffentlicht.
Der Impact Factor lag im Jahr 2015 bei 0,777. Nach der Statistik des ISI Web of Knowledge wird das Journal mit diesem Impact Factor in der Kategorie Onkologie an 205. Stelle von 213 Zeitschriften geführt.